# Siphocampylus crenatus
Siphocampylus crenatus là loài thực vật có hoa trong họ Hoa chuông. Loài này được (E.Wimm.) E.Wimm. miêu tả khoa học đầu tiên năm 1943.